# Isefjord
Isefjord – fiord Morza Bałtyckiego, położony u wybrzeży Danii, w cieśninie Kattegat, na północnym wybrzeżu wyspy Zelandii. Wraz z fiordem Roskilde Fjord, tworzy największy system fiordów na Zelandii. Ma 20 mil (32 km) długości, 10 mil (16 km) szerokości (w najszerszym miejscu) i całkowitą powierzchnię szacowaną na 305–450 km². Wlot fiordu ma 3 km szerokości i jest bardzo płytki. Wewnątrz fiord rozszerza się w duży i nieco głębszy basen. Nad wybrzeżem fiordu położone są miejscowości Holbæk i Nykøbing Sjælland. W fiordzie jest położona wyspa Orø.
Nazwa fiordu znana jest już od XIII wieku jako Ysefiorth. Wywodzi się od dawnego określenia Isi, oznaczającego „(wcześnie) zamarznięty”, co wskazuje na warunki klimatyczne panujące niegdyś w tym rejonie.
Od czasów epoki kamienia Isefjord stanowił miejsce polowań, rybołówstwa i żeglugi. Dziś fiord jest ważnym obszarem rekreacyjnym, z domkami letniskowymi i aktywnością żeglarską.